# Heterometopia brunnea
Heterometopia brunnea là một loài bọ cánh cứng trong họ Cerambycidae.